# Dan Andersson

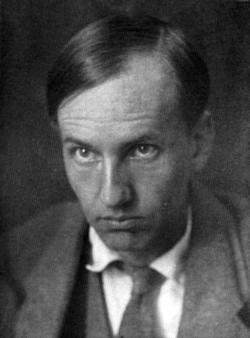
Dan Andersson

Dan Andersson (n. 6 aprilie 1866, Skattlösberg — d. 16 septembrie 1920, Stockholm) a fost un poet și scriitor suedez. 